# Ahmed Hamdi Pascha

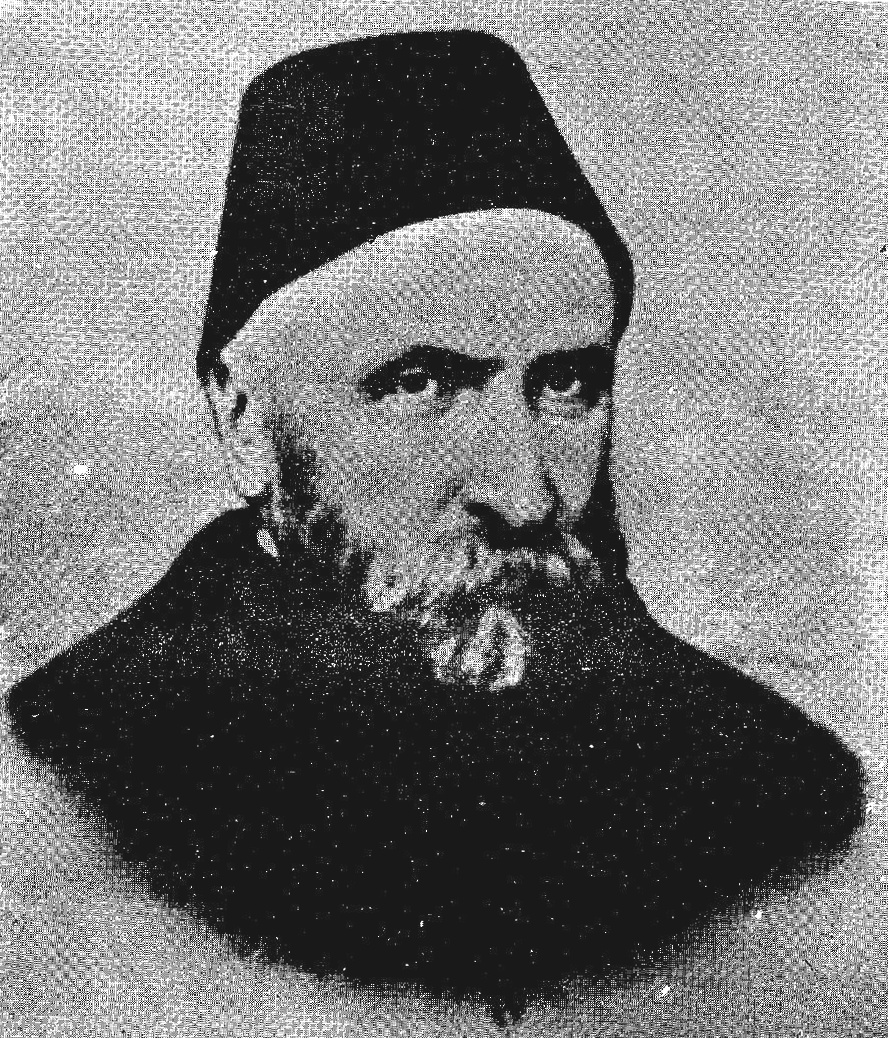
Ahmed Hamdi Pascha

Ahmed Hamdi Pascha (1826–1885) war ein osmanischer Staatsmann, der zeitweilig Großwesir des osmanischen Reichs war.

## Leben
Von 1873 bis 1874 diente Hamdi als Wālī (Gouverneur) von Izmir. Danach war er als Polizeiminister und Kommandant osmanischer Truppen in Bosnien im Range eines Generals aktiv und beteiligte sich an der Unterdrückung einer gescheiterten Revolution. Danach war er von 1885 bis zum 8. Mai 1886 Wālī von Damaskus. Für eine kurze Zeit danach war Ahmed als Wālī von Shkodra tätig.
Aufgrund dieser Erfahrungen war Ahmed während des Russisch-Osmanischen Krieges am 11. Januar 1878 für einen Monat, bis zum 4. Februar als Großwesir tätig. Ahmed wurde nach Druck der Jungosmanen von Sultan Abdülhamid II. entlassen. Danach war Ahmed 1879 bis 1885 wieder Wālī von Damaskus. In dieser Position beteiligte er sich an der Erweiterung des Place des Canons. Er war für seine Redlichkeit bekannt.
Er wurde auf dem örtlichen Friedhof in Bachoura, Beirut, beigesetzt.